# Stummelschwanzchamäleons
Die Stummelschwanzchamäleons (Brookesiinae), gelegentlich auch Zwergchamäleons, Erdchamäleons oder Unechte Chamäleons genannt, sind eine Unterfamilie der Chamäleons (Chamaeleonidae). Derzeit werden ihr etwa 40 Arten zugerechnet.
Ihre Größe reicht von 23 bis 29 mm (Brookesia micra) bis hin zu 16 cm (Rhampholeon spinosum), die meisten Tiere erreichen allerdings nur um die 9 cm. Ihren Namen verdanken sie ihrem nur rudimentär ausgebildeten Schwanz, der im Gegensatz zu den Echten Chamäleons (Chamaeleoninae) meist nur wenige Millimeter Länge erreicht.
Im Gegensatz zu den Echten Chamäleons zeichnen sich Stummelschwanzchamäleons durch unauffällige Farben aus, meist dominieren braun und grün. Zwar sind die Tiere ebenfalls zu Farbänderungen in der Lage, diese bleiben aber aufgrund der geringen Farbpalette vergleichsweise unspektakulär.
Stummelschwanzchamäleons stehen anders als echte Chamäleons noch nicht unter Artenschutz, es wird aufgrund der enormen Exporte aus ihren Heimatländern jedoch bereits diskutiert (Stand Herbst 2005).

## Verbreitung
Spezies der Gattung Rhampholeon und Rieppeleon sind in Afrika beheimatet und bewohnen dort winzige Habitate, die sich jedoch über nahezu den gesamten Kontinent erstrecken. Die Tiere kommen in Feucht- und Regenwäldern bis in Höhen von 1000 m vor. Einige wenige Arten bewohnen Trockenwälder oder die Savanne.
Brookesia  ist eine auf Madagaskar endemische Gattung, wo auch der Ursprung der Unterfamilie vermutet wird.
Allen Arten gemein ist der Lebensraum, der sich nur selten mehr als 1 m über dem Boden befindet. Viele Tiere verbringen fast den gesamten Tag in der Laubschicht.

## Größe
Die kleinsten Reptilien sind die Männchen mehrerer Arten von Zwergchamäleons aus Madagaskar, die ausgewachsen klein genug sind, um auf eine Fingerkuppe zu passen. Das kleinste bisher identifizierte Exemplar ist ein B. nana, das 13,5 mm von der Schnauze bis zum After misst; oder 21,9 mm einschließlich des Schwanzes. Zuerst wurde es in Scientific Advances am 28. Januar 2021 beschrieben. Die Weibchen sind etwas größer und messen 19,2 mm Schnauze-Bein-Länge mit einer Gesamtlänge von 28,9 mm. Jedoch ist es so, dass diese Messungen auf einzelnen Exemplaren basieren, sodass weitere Forschungen erforderlich sind, um eine artenweite Durchschnittsgröße zu ermitteln. Vor der Entdeckung von B. nana im Norden Madagaskars waren die kleinsten bekannten Brookesia-Chamäleons 14 mm lang: das madagassische Minutenblatt Chamäleon (B. minima), das madagassische Mikroblattchamäleon (B. micra) und das Mount d'Ambre-Blattchamäleon (B. tuberculata). In allen Fällen waren die Weibchen etwas größer als die Männchen.

## Vermehrung
Weibliche Tiere legen nach einer Trächtigkeit von 25–60 Tagen zwischen 1 und 15 Eiern in selbstgegrabenen Höhlen ab. Die Eier haben je nach Art eine Größe von 2 × 1 mm bis zu 17 × 8 mm.
Die Vermehrung von Rieppeleon brevicaudatus gelingt in Gefangenschaft unter den richtigen Bedingungen regelmäßig.

## Haltung im Terrarium
Stummelschwanzchamäleons sind wie alle Chamäleons heikle Pfleglinge und sind nicht als Einsteigertiere geeignet. Viele Arten benötigen aufgrund ihres montanen Lebensraumes niedrige Temperaturen, die im Sommer häufig nicht ohne weiteres zu erreichen sind.
Es werden noch immer häufig Wildfänge von Rieppeleon brevicaudatus im Handel angeboten, die jedoch aufgrund ihres meist schlechten Gesundheitszustandes selten eine hohe Lebenserwartung haben.

## Systematik
In einem 2004 veröffentlichten Artikel kommen Conrad A. Matthee, Colin R. Tilbury und Ted Townsend nach eingehenden molekularbiologischen Analysen von Proben aus 83 Individuen der Gattung Rhampholeon und deren Vergleich zu dem Schluss, dass die bisherige Systematik der Brookesiinae im Allgemeinen und der Gattung Rhampholeon im Speziellen aufgrund der festgestellten Verwandtschaftsverhältnisse einer grundlegenden Revision bedürfen.
Die Konsequenzen der Untersuchungen von Matthee et al. lassen sich im Wesentlichen in drei Punkte zusammenfassen:
- Die Arten R. brevicaudatus, R. kerstenii und R. brachyurus sollen aufgrund morphologischer und genetischer Unterschiede zu den anderen Arten der Gattung aus Rhampholeon ausgegliedert und in die neue Gattung Rieppeleon überführt werden.
- Die Gattung Rhampholeon mit den darin verbliebenen Spezies soll weiter in die Untergattungen Rhampholeon, Rhinodigitum und Bicuspis unterteilt werden.
- Die Stellung der Gattungen Rhampholeon und Rieppeleon innerhalb der Chamaeleonidae soll geändert werden, da sich in den Untersuchungen eine Zuordnung zur Unterfamilie der Chamaeleoninae herausgestellt hat. Als weitere Konsequenz daraus würde die Unterfamilie der Brookesiinae nur noch die Gattung Brookesia umfassen.[2]

Die folgende Übersicht basiert auf der von Arbeitsgemeinschaft Chamäleons (AG-Chamäleons) der Deutschen Gesellschaft für Herpetologie und Terrarienkunde veröffentlichten Systematik (Stand März 2007) bzw. auf der Taxonomie des ITIS Standard Reports. Beide setzten die ersten zwei Punkte der geforderten Änderungen um, zählen aber weiterhin auch die Arten der Gattung Rhampholeon und die der neuen Gattung Rieppeleon zur Unterfamilie Brookesiinae.

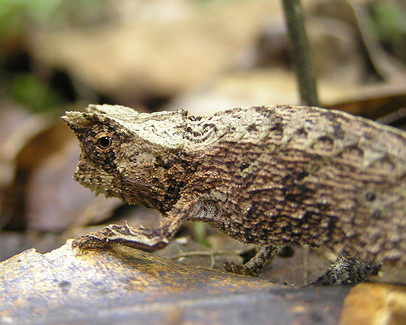
Brookesia spec.

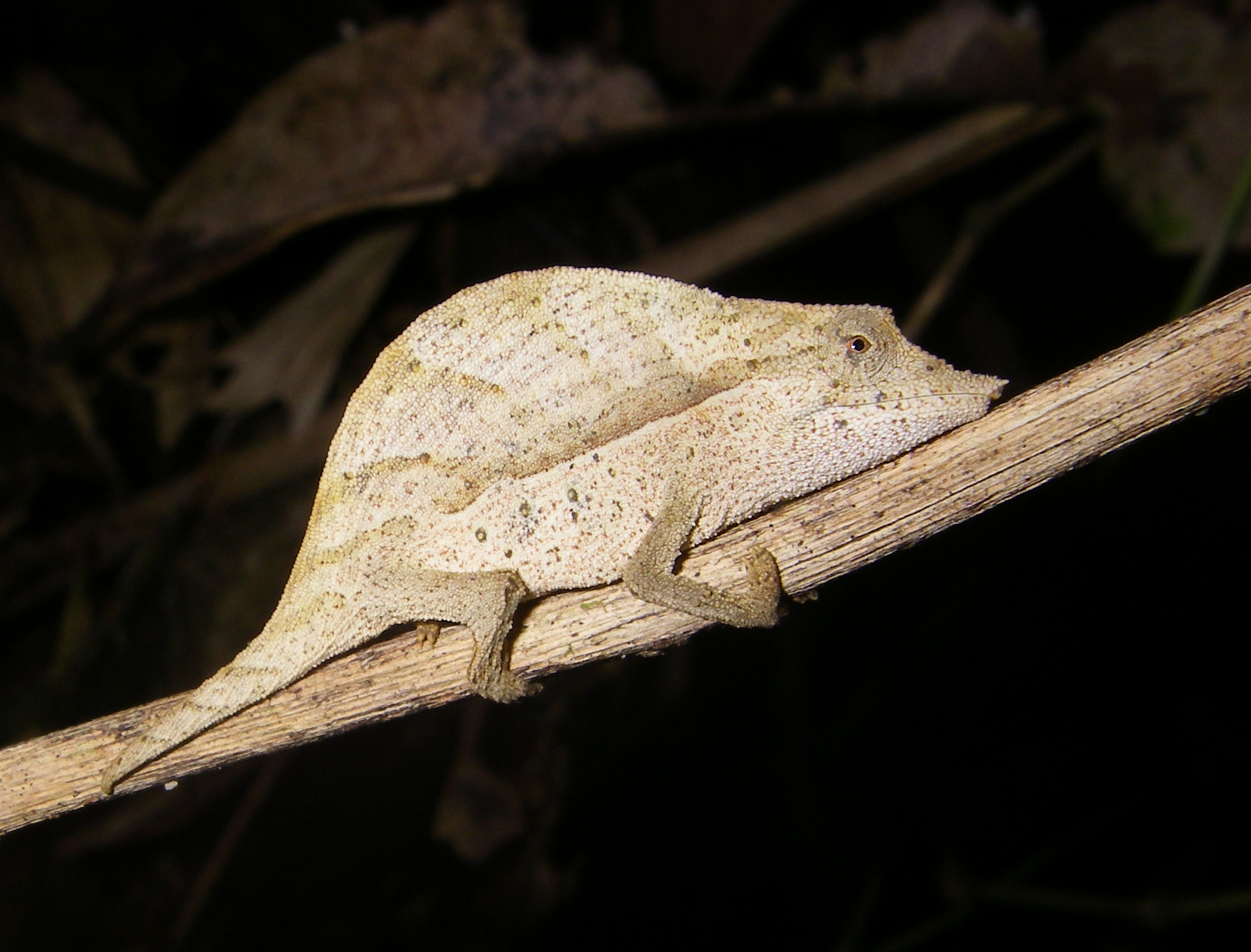
Brookesia nasus

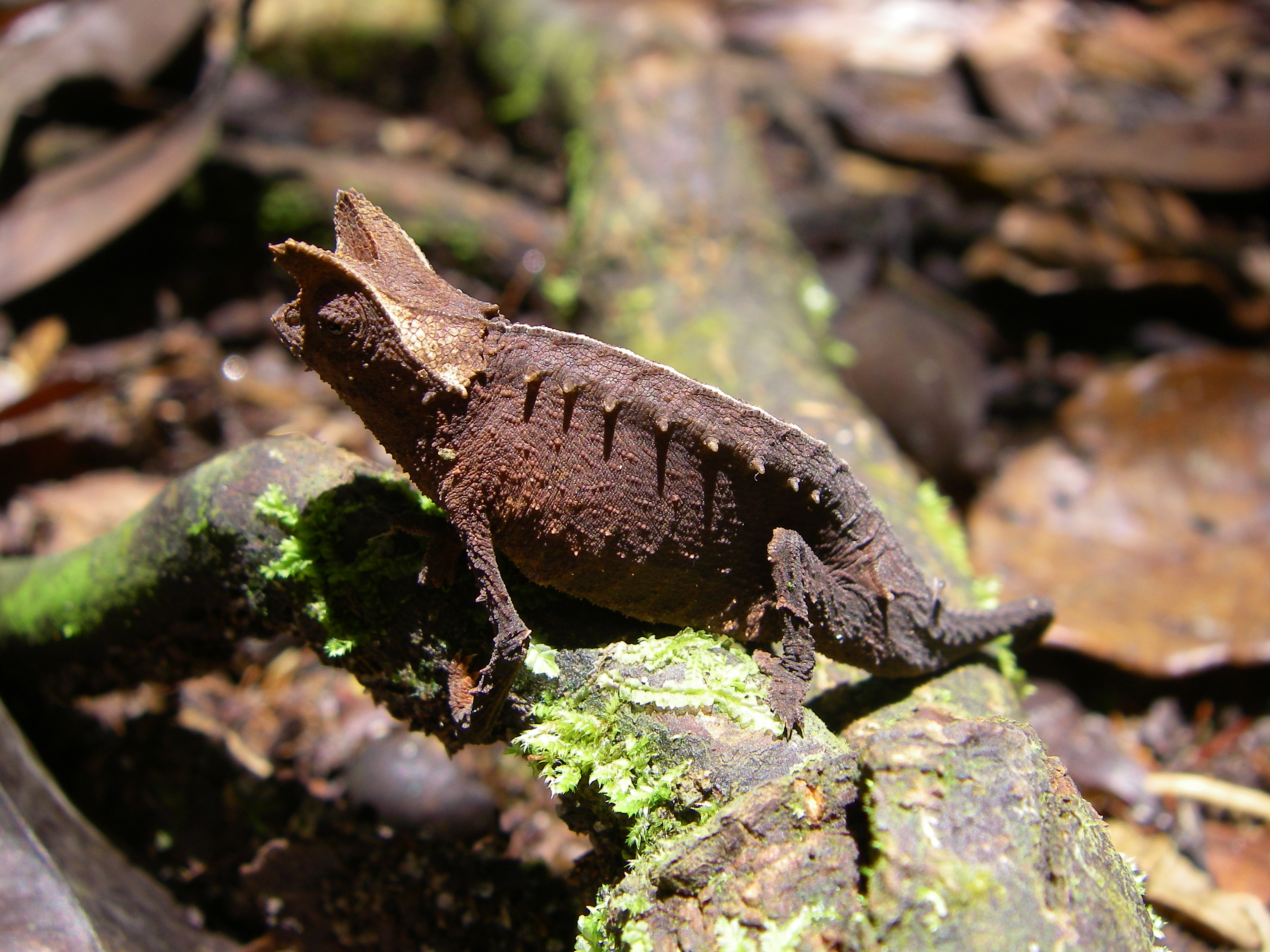
Brookesia superciliaris

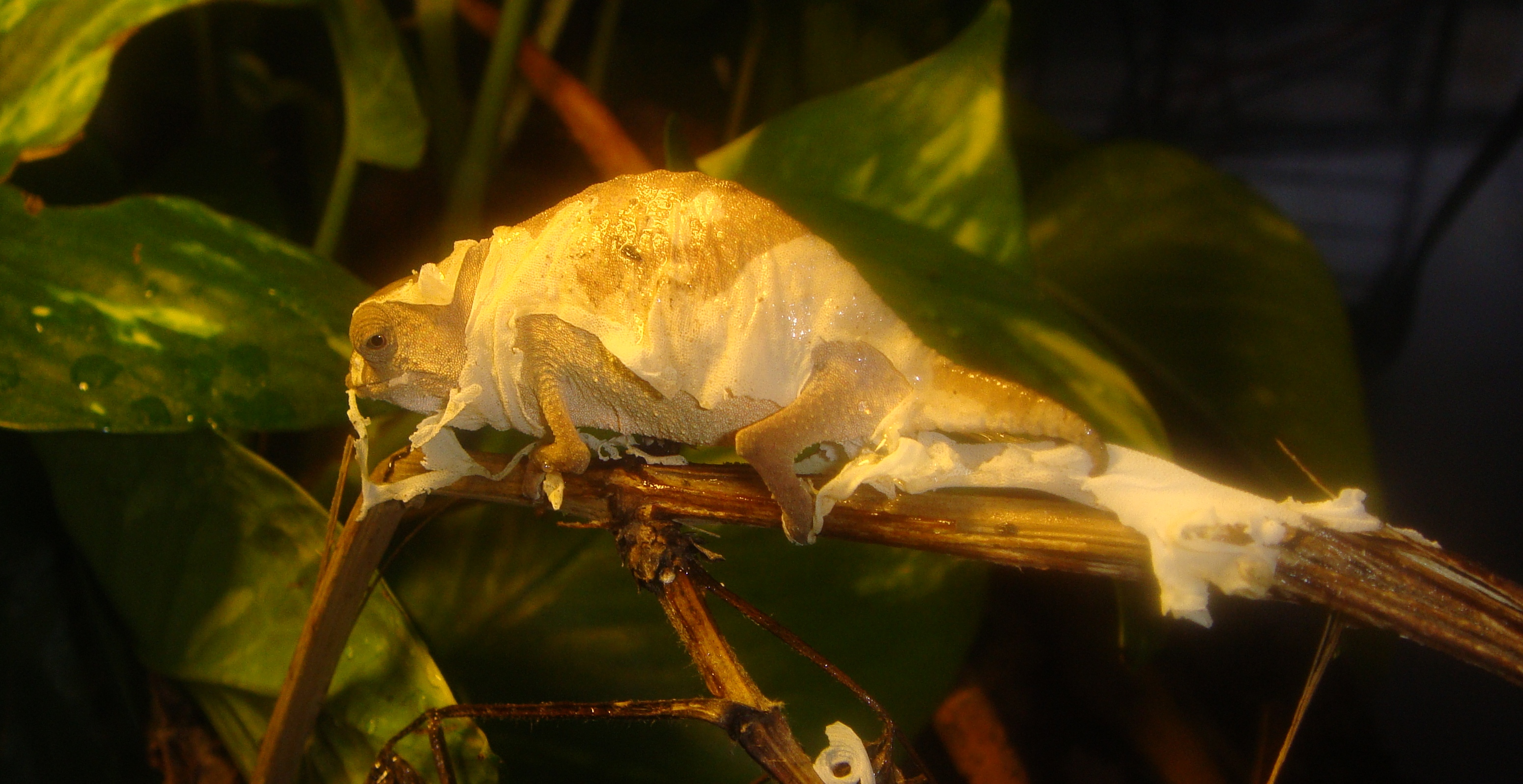
Rhampholeon temporalis, während der Häutung

- Gattung: Brookesia Gray, 1865
  - Brookesia ambreensis Raxworthy & Nussbaum, 1995
  - Brookesia antakarana Raxworthy & Nussbaum, 1995
  - Brookesia bekolosy Raxworthy & Nussbaum, 1995
  - Brookesia betschi Brygoo, Blanc & Domergue, 1974
  - Brookesia bonsi Ramanantsoa, 1980
  - Brookesia brygooi Raxworthy & Nussbaum, 1995
  - Brookesia decaryi Angel, 1939
  - Brookesia dentata Mocquard, 1900
  - Brookesia ebenaui (Boettger, 1880)
  - Brookesia exarmata Schimmenti & Jesu, 1996
  - Brookesia griveaudi Brygoo, Blanc & Domergue, 1974
  - Brookesia karchei Brygoo, Blanc & Domergue, 1970
  - Brookesia lambertoni Brygoo & Domergue, 1970
  - Brookesia lineata Raxworthy & Nussbaum, 1995
  - Brookesia lolontany Raxworthy & Nussbaum, 1995
  - Brookesia micra Glaw, Köhler, Townsend & Vences, 2012
  - Brookesia minima Boettger, 1893
  - Brookesia nasus
    - Brookesia nasus nasus Boulenger, 1887
    - Brookesia nasus pauliani Brygoo, Blanc & Domergue, 1970

  - Brookesia perarmata (Angel, 1933)
  - Brookesia peyrierasi Brygoo & Domergue, 1974
  - Brookesia stumpffi Boettger, 1894
  - Brookesia superciliaris (Kuhl, 1820)
  - Brookesia therezieni Brygoo & Domergue, 1970
  - Brookesia thieli Brygoo & Domergue, 1969
  - Brookesia tuberculata Moquard, 1894
  - Brookesia vadoni Brygoo & Domergue, 1968
  - Brookesia valerieae Raxworthy, 1991
- Gattung: Rhampholeon Günther, 1874
  - Untergattung: Bicuspis Loveridge, 1956
    - Marshalls Erdchamäleon (Rhampholeon marshalli Boulenger, 1906)
    - Rhampholeon gorongosae Broadley, 1971

  - Untergattung: Rhampholeon Günther, 1874
    - Erdchamäleon (Rhampholeon spectrum (Buchholz, 1874))
    - Rhampholeon temporalis (Matschie, 1892)
    - Rhampholeon viridis Mariaux & Tilbury, 2006

  - Untergattung:  Rhinodigitum  Matthee, Tilbury & Townsend, 2004
    - Rhampholeon acuminatus Mariaux & Tilbury, 2006
    - Rhampholeon beraduccii Mariaux & Tilbury, 2006
    - Rhampholeon boulengeri Steindachner, 1911
    - Rhampholeon chapmanorum Tilbury, 1992
    - Rhampholeon hattinghi Tilbury & Tolley, 2015
    - Rhampholeon moyeri Menegon, Salvidio & Tilbury, 2002
    - Rhampholeon nchisiensis (Loveridge, 1953)
    - Rhampholeon platyceps
      - Rhampholeon platyceps platyceps Günther, 1893
      - Rhampholeon platyceps carri (Loveridge, 1953)

    - Rhampholeon spinosus (Matschie, 1892)
    - Rhampholeon uluguruensis Tilbury & Emmrich, 1996
- Gattung: Rieppeleon Matthee, Tilbury & Townsend, 2004
  - Rieppeleon brachyurus (Günther, 1893)
  - Rieppeleon brevicaudatus (Matschie, 1892)
  - Rieppeleon kerstenii
    - Rieppeleon kerstenii kerstenii (Peters, 1868)
    - Rieppeleon kerstenii robecchii (Boulenger, 1892)